# Agustín Eizaguirre
Agustín Eizaguirre Ostolaza (Zarautz, 7 gennaio 1897 – San Sebastián, 28 novembre 1961) è stato un calciatore spagnolo, di ruolo portiere.

## Carriera

### Nazionale
Fece parte della nazionale spagnola che conquistò l'argento ai Giochi olimpici di Anversa, nel corso della competizione non disputò nemmeno un incontro.

## Palmarès

### Nazionale
- Argento olimpico: 1

Anversa 1920